# Bayer Wuppertal
El Bayer Wuppertal, también conocido como Wuppertal Titans entre 2008 y 2012, fue un equipo de voleibol alemán de la ciudad de Wuppertal.

## Historia
El club fue fundado en 1952 en Leverkusen y formaba parte del club polideportivo Sportvereinigung Bayer 04 Leverkusen. Tras dos décadas en las serie menores en la temporada 1977-78 ascendió a la Primera División de Alemania Occidental y el año siguiente se coronó campeón por primera vez en su historia. El Bayer Wuppertal, el equipo fue traslado a Wuppertal en 1992, se consolidó como una de las potencias del voleibol alemán en la década de los 90, tanto en la Alemania Occidental (campeón en 1988-89 y 1989-90 además de la Copa en 1987-88) como en la recién nacida  1. Bundesliga. En doce temporadas entre 1991-92 y 2002-03 acabó en las primeras tres posiciones en once ocasiones; se coronó campeón de Alemania en 1993-94 y 1996-97 en ambas ocasiones ante el VfB Friederichshafen. En la temporada 1994-95 ganó su primera Copa de Alemania en su única presencia en una final del torneo.
En ámbito continental el club llegó varias veces hasta la Final Four de las competiciones organizadas por la CEV. En 1991-92 y en 1996-97 acabó en tercera posiciones en la Copa CEV, en 1995-96 perdió la final de la Recopa de Europa ante el Olympiacos CFP griego por 2-3.
En 2008 el patrocinador Bayer dejó el equipo que fue redundado como Wuppertal Titans; sin embargo este nuevo club desapareció en verano de 2012.

## Palmarés
- Campeonato de Alemania Occidental (3)

1978-79, 1988-89, 1898-90
- Copa de Alemania Occidental (1)

1987-88
- Campeonato de Alemania (2)

1993-94, 1996-97
- Copa de Alemania (1)

1994-95
- Recopa de Europa/Copa CEV

2° lugar (1): 1995-96
- Copa CEV/Challenge Cup

3° lugar (2): 1991-92, 1996-97